# Gungnir
Gungnir (Gungni, Gungner albo Gungrir) – nazwa jednej z włóczni Odyna, która zawsze trafia w cel, stąd jej imię, które znaczy: „Niezachwiana”. Według Skáldskaparmál Snorri Sturlusona włócznia ta została wykonana przez krasnoludy, znane jako Synowie Ivaldiego, pod kierunkiem krasnoludzkiego mistrza kowalskiego Dvalina. Była też między innymi obiektem poszukiwań nazistowskiej organizacji Ahnenerbe.